# Lago Orel'
Il lago Orel' (in russo озеро Орель?) è un lago d'acqua dolce dell'Estremo Oriente russo nel bacino del fiume Amur. Scorre nel Nikolaevskij rajon del Territorio di Chabarovsk. Sulla sponda meridionale del lago si trova il villaggio di Orel-Člja.

## Descrizione
Il lago si trova non lontano dalla riva sinistra dell'Amur, cui è collegato dal canale Pal'vinskaja, e poco distante dalla foce del fiume. Ha una superficie di 314 km² (ma a seconda del livello dell'acqua può ridursi fino a 280 km²) e una profondità massima di 3,8 metri. Si estende per 30 km in lunghezza, con una larghezza di 12,5 km. Immissari principali del lago sono i fiumi Džapi e Bekči, emissari il fiume Amurkan oltre al suddetto canale Pal'vinskaja. Il bacino del lago è di origine tettonica.

### Fauna
Il lago è popolato, tra l'altro, da: pesce persico, bottatrice, Carassius, Silurus soldatovi, Mylopharyngodon piceus e Siniperca chuatsi.
Nidificano nelle vicinanze il falco pescatore, l'aquila di mare di Steller, l'aquila di mare coda bianca, l'alzavola del Baikal e il chiurlo orientale. Sono stati osservati in estate e durante la migrazione: la cicogna nera, l'oca lombardella minore, l'aquila reale e il falco pellegrino, oltre a un gran numero di cigni selvatici e altri uccelli acquatici che si fermano presso il lago.